# فيليبي كالديرون
فيليبي دي خيسوس كالديرون هينوهوسا (بالإسبانية: Felipe de Jesús Calderón Hinojosa)‏؛ (18 أغسطس 1962 -)، ولد في موريليا ميتشواكان هو الرئيس السادس والخمسون والسابق للمكسيك وتولى منصبه في 1 ديسمبر 2006 وتم انتخابه لفترة رئاسية واحدة لمدة 6 سنوات انتهت في 2012، من دون إمكانية إعادة انتخابه.
تم ترشيحه للانتخابات عن حزب الحركة القومية "Partido Acción Nacional" والذي ينتمي لجناح يمين الوسط وأحد أكثر الأحزاب اليمينية المحافظة في المكسيك وأحد أهم 3 أحزاب في البلاد.
كالديرون أعلن رئيسا «بشكل رسمي» بعد انتخابات شابها جدل كبير حول النتائج خاصة من قبل المرشح المنافس أندرياس مانويل لوبيز أوبرادور الذي رفض الإقرار بنتائج الانتخابات واعتبر نفسه وأنصاره، الفائز الحقيقي فيها، وأن تزويرا ومخالفات شابت هذه الانتخابات.
ووفقا لاستطلاعات رأي أجرتها مجموعة غروبو ريفورما "Grupo Reforma" الإعلامية المكسيكية في يوليو 2006 ويونيو 2007 فان ما نسبته 36% من المكسيكيين لايزالون يؤمنون أن الانتخابات قد تكون شابتها مخالفات خطيرة.
كانت الانتخابات المكسيكية قد شهدت مناصرة الرئيس السابق فيسينتي فوكس والذي ينتمي للحزب الثوري المحافظ للمرشح كالديرون في السباق الانتخابي، حيث ظهر فوكس في عدة اعلانات تلفزيونية وهو يردد:«فلنغير قائد الحصان ولكن فلنبق على الحصان ذاته» "Cambiemos de jinete, pero mantengamos el mismo caballo" وقد اتهم فوكس وقتها من قبل حزب الثورة الديمقراطية بدعم مرشح للرئاسة، وهو ما لايجوز حسب الدستور المكسيكي، فيما حكمت المحكمة العليا المكسيكية بأنه «تدخل نوعا ما». كالديرون فاز في الانتخابات رسميا بفارق يزيد قليلا عن 4/1 مليون صوت.
قبل الانتخابات عمل كالديرون كعضو فعال في سياسات حزب الحركة القومية PAN وكنائب برلماني فيدرالي وكوزير للطاقة في حكومة فيسينتي فوكس.
حالياً يخوض حربا على المخدرات، حيث تم استعمال القوات المسلحة المكسيكية لأول مرة للقضاء على كارتيلات المافيا.
تقدم كالديرون في 22 نوفمبر 2012 إلى الكونغرس بمشروع لتعديل الدستور كي يصبح الاسم الرسمي للبلاد هو «المكسيك» لأنه الاسم الذي تعرف به البلاد عالمياً، بدل الاسم الرسمي الحالي «الولايات المتحدة المكسيكية».

## خلفية شخصية
وُلد فيليبي كالديرون في موريليا، ميتشواكان، المكسيك في الثامن عشر من أغسطس 1962. وهو أصغر خمسة أشقاء وابن كارمن هينوجوسا كالديرون ولويس كالديرون فيغا الراحل.
والده أحد مؤسسي حزب العمل الوطني وشخصية سياسية مهمة. شغل كالديرون الأب مناصب في الدولة وكان نائبًا في كونغرس الاتحاد لفترة ولاية. أمضى أغلب حياته في العمل ضمن الحزب وأمضى أغلب وقته الحر في الترويج لحزب العمل الوطني. نشط كالديرون الشاب في حملات والده. عندما كان صبيًا، وزع منشورات ونشرات حزبية وقاد مركبات حملات حزب العمل الوطني وهتف بشعارات الحزب في المسيرات.
بعد نشوء كالديرون في موريليا، انتقل إلى مدينة مكسيكو، حيث حصل على درجة البكالوريوس في القانون من كلية الحقوق الحرة. حصل لاحقًا على درجة الماجستير في الاقتصاد من المعهد التكنولوجي المستقل بالمكسيك وعلى درجة الماجستير في الإدارة العامة في عام 2000 من كلية كينيدي بجامعة هارفارد.
على غرار والده، انضم إلى حزب العمل الوطني، أملًا بأن يصبح رئيسًا للمكسيك يومًا ما. في حزب العمل الوطني، التقى كالديرون بزوجته مارغريتا زافالا، التي عملت نائبًا في كونغرس الاتحاد. أنجبا ثلاثة أطفال هم ماريا ولويس فيليبي وخوان بابلو.
يتبع كالديرون طائفة الروم الكاثوليك.

### الآراء السياسية والاجتماعية
ردًا على مطالب الكشف المفصل عن مواقفه الشخصية بشأن الإجهاض، رد كالديرون بأنه يدعم الحياة. سعت إدارة كالديرون إلى الحفاظ على مواقف معتدلة في السياسة الاجتماعية، وأيدت التشريع المكسيكي الذي يضمن الإجهاض لضحايا الاغتصاب، وعندما يعرض الحمل حياة المرأة للخطر أو في حالات تشوه الجنين الحاد، ودعا علنًا إلى إضفاء الشرعية على تعاطي كميات صغيرة من الكوكايين وأدوية أخرى للمدمنين الذين يوافقون على الخضوع للعلاج، ووافق على مبادرة حق الموت الرحيم للمرضى الذين يتطلب علاجهم تدخلًا جراحيًا أو بذل جهود غير عادية لإطالة حياتهم. فيما يتعلق بسياسته الاقتصادية، فهو يدعم السياسات المالية المتوازنة والضرائب الثابتة والضرائب المنخفضة والتجارة الحرة.

## العمل السياسي

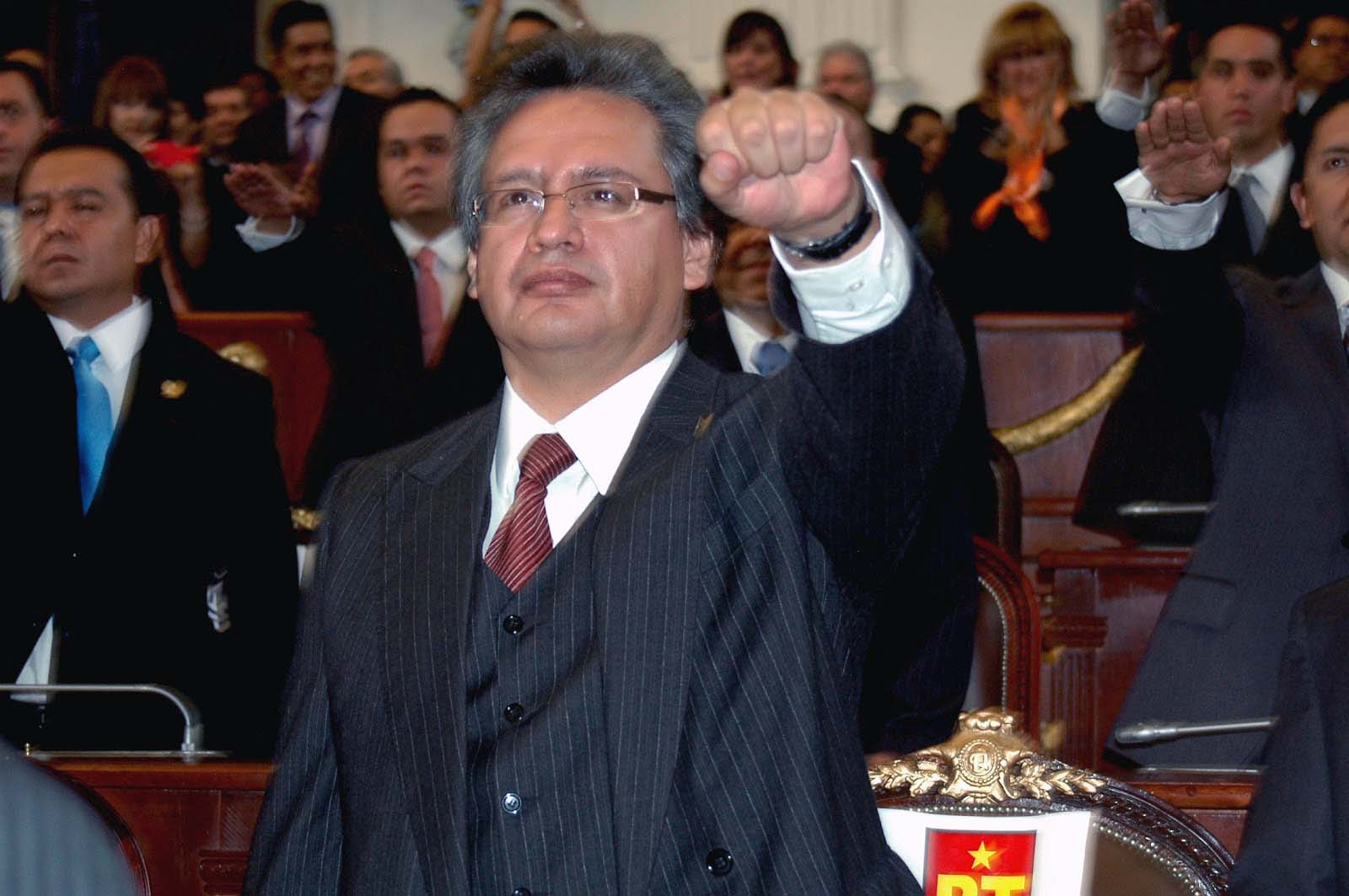
فيليبي دي خيسوس كالديرون هينوهوسا يؤدي اليمين كنائب محلي لتلالبان

ترأس كالديرون حركة الشباب التابعة لحزب العمل الوطني في أوائل العشرينات من عمره.
عمل ممثلًا محليًا في المجلس التشريعي، وفي مجلس نواب المكسيك مرتين مختلفتين. تولى منصب حاكم ميتشواكان في عام 1995 ومنصب الرئيس الوطني لحزب العمل الوطني في الفترة من عام 1996 إلى عام 1999. خلال فترة ولايته، احتفظ حزبه بسيطرته على 14 عاصمة ولاية، ولكنه كان ضعيف الوجود في مجلس نواب المكسيك.
عقب فترة وجيزة من انتخاب فيسينتي فوكس رئيسًا، عُيّن كالديرون مديرًا لبنك بانوبراس، وهو بنك تنمية تملكه الدولة. اتهمه معارضون سياسيون بارتكاب انتهاكات، مجادلين باستخدامه إجراءات قانونية معينة لتمويل ممتلكات تتراوح قيمتها بين ثلاثة وخمسة ملايين بيزو مكسيكي (بين 300 ألف و500 ألف دولار)، ومع ذلك، استخدم وسائل أخرى لإضفاء الطابع الرسمي على معاملاته بمجرد ظهور الاعتراضات السياسية.
عمل وزيرًا للطاقة في مجلس الوزراء الرئاسي، خلفًا لإيرنيستو مارتنز. استقال من منصبه في مايو 2004 احتجاجًا على انتقاد فيسينتي فوكس طموحاته الرئاسية ودعمه طموحات سانتياغو كريل.

## الحملة الانتخابية الرئاسية عام 2006
اختاره أعضاء حزب العمل الوطني مرشحًا للرئاسة. في سلسلة من ثلاث انتخابات تمهيدية، نجح في إلحاق الهزيمة بوزير الداخلية السابق المفضل في عهد الرئيس فيسينتي فوكس، وبالتالي تفاجأ العديد من المحللين بانتخاب كالديرون مرشحًا حزبيًا. أشار حزب العمل الوطني إلى انتخابه الأولي التنافسي كدلالة على الديمقراطية الداخلية. في أحزاب رئيسية أخرى، كان هناك مرشح واحد أو جميع المرشحين أقوياء ولكن استُبعِد مرشح واحد.
اكتسبت حملة كالديرون زخمًا قويًا عقب المناظرة الرئاسية الأولى. فضلته استطلاعات الرأي التي أُجريت لاحقًا على لوبيز أوبرادور في الفترة من مارس إلى مايو، إذ حصل على تفضيل بعض استطلاعات الرأي بما يقارب 9 نقاط مئوية. جرى احتواء هذا الاتجاه لصالحه بعد المناظرة الرئاسية الثانية حين قرر لوبيز أوبرادور أن يبدأ الانضمام إلى المناظرات. أشارت أرقام استطلاعات الرأي الأخيرة قبل أيام من النتائج إلى انخفاض تقدم خصمه السابق أكثر من السابق، وأشارت بعض استطلاعات الرأي إلى صدارة لوبيز أوبرادور، بينما أيدت غيرها كالديرون وأشارت أخرى إلى وجود تعادل تقني.

## الرئاسة

### التنصيب
ينص الدستور المكسيكي على وجوب تنصيب الرئيس بأداء اليمين القانوني أمام الكونغرس في المجلس الأدنى، مجلس نواب المكسيك. هددت المعارضة المتمثلة بحزب الثورة الديمقراطية بعدم السماح لكالديرون بأداء القسم الدستوري وتولي منصب الرئاسة. ردًا على ادعاءات حزب الثورة الديمقراطية بتعطيل الإجراءات، سيطر حزب العمل الوطني على الطابق الرئيسي للكونغرس قبل ثلاثة أيام من موعد التنصيب.
في الثلاثين من نوفمبر 2006، وقف الرئيس المنتهية ولايته فيسينتي فوكس كيسادا والرئيس المنتخب فيليبي كالديرون هينوغوسا جنبًا إلى جنب على شاشات التلفاز الوطني وسلم فوكس الوشاح الرئاسي إلى أحد المجندين، الذي سلمه إلى كالديرون. لاحقًا، ألقى فوكس خطابًا قصيرًا أشار فيه إلى اختتام ولايته بتلقي الراية «التي رافقته خلال السنوات الست الأخيرة حيث كرس نفسه تمامًا لخدمة المكسيك وكان له شرف عظيم بأن يكون رئيس الجمهورية.» ثم ألقى كالديرون خطابًا أمام الشعب المكسيكي أشار فيه إلى أنه سيواصل حضور حفل التنصيب في مجلس النواب. ودعا إلى بالوحدة.
أُقيمت مراسم تنصيب كالديرون في الأول من ديسمبر في كونغرس الاتحاد وساد التوتر الحفل الذي دام أقل من خمس دقائق، إذ لم يتمكن إلا بالكاد من تلاوة اليمين الدستورية بينما هتف مشرعو حزب الثورة الديمقراطية احتجاجًا على التزوير الانتخابي المزعوم وحاولوا عرقلة تنصيبه، وغادر بعد ذلك المبنى بسرعة لأسباب أمنية عندما انخرط بعض المشرعين في مشاجرات عنيفة. إلى جانب مزاعم الاحتيال، تولى كالديرون منصبه بأقل نسبة من الأصوات لصالح مرشح رئاسي فائز في تاريخ المكسيك (35.8%)، الأمر الذي يعني أن إدارته ستواجه عقبات خطيرة تتعلق بالشرعية. بعد شهر واحد فقط من تولي كالديرون منصبه، أعلن الحرب على عصابات المخدرات والجريمة المنظمة، الأمر الذي أدى إلى اندلاع حرب المكسيك على المخدرات. رأى الكثير أن هذه الاستراتيجية هي خطة فورية لاكتساب الشرعية الشعبية والقبول للرئيس الجديد عقب الانتخابات المُلتوية.

### السياسة المحلية
أثناء الأشهر الأولى من ولايته، اتخذ الرئيس كالديرون العديد من الإجراءات، مثل طرح اتفاق تثبيت أسعار خبز التُّرتية وتحديد سقف رواتب الموظفين الحكوميين، ووُصف سياسيًا بأنه «يسعى للوفاء بوعد حملته الانتخابية لإدراج أجندة منافسه أندريس مانويل لوبيز أوبرادور في حكومته.»
أنشأ كالديرون أكبر عدد من الجامعات (96) في تاريخ المكسيك. وهو الرئيس الوحيد الذي منح تغطية شاملة لتكلفة الدراسة في المدارس الابتدائية وضمن التحاق الأطفال الذين تتراوح أعمارهم بين 6 و11 عامًا بها. أنشأ مكتب المعونة الاجتماعية لضحايا العنف في عام 2011. أثناء إدارة كالديرون، أُنشئ أكثر من 1000 مستشفى، وأُعيد بناء أكثر من 2000 مستشفى وجرى توسعتها. خلال إدارة فيسينتي فوكس، لم يتمكن سوى 40 مليون شخص من الوصول إلى نظام الرعاية الصحية العامة. حاليًا، بإمكان أكثر من 100 مليون مكسيكي الوصول إلى نظام الرعاية الصحية في بلادهم بسبب الجهود التي يبذلها كالديرون لتنفيذ نظام الرعاية الصحية الشاملة. فضلًا عن ذلك، أنشأ كالديرون أكثر من 16,500 كيلومتر من الطرق السريعة بين الولايات. أرسل كالديرون قوات عسكرية إلى مختلف أنحاء المكسيك منذ بداية رئاسته لقمع عصابات المخدرات والعنف المتزايد الذي تولده المنظمات الاجرامية التي تقاتل والجماعات المتنافسة على ملكية الأرض.

## وصلات خارجية
- فيليبي كالديرون على موقع IMDb (الإنجليزية)
- فيليبي كالديرون على موقع الموسوعة البريطانية (الإنجليزية)
- فيليبي كالديرون على موقع مونزينجر (الألمانية)
- فيليبي كالديرون على موقع إن إن دي بي (الإنجليزية)
- فيليبي كالديرون على موقع قاعدة بيانات الفيلم (الإنجليزية)